# 太平洋戦争 (1879年-1884年)
太平洋戦争（たいへいようせんそう、スペイン語: Guerra del Pacífico）は、1879年から1884年にかけて、ボリビア共和国およびペルー共和国とチリ共和国の間で行われた戦争である。1941年に勃発した同名の戦争と区別するため、硝石戦争（スペイン語: Guerra del salitre）とも呼ばれる。

## 概略
南アメリカ大陸の太平洋岸の資源地帯を巡る戦争であり、係争3カ国の主要鉱石が硝石であったことから「硝石戦争（しょうせき せんそう、スペイン語: Guerra del Salitre）」とも呼ばれる。「太平洋戦争」とは、スペイン語の“Guerra del Pacífico”の訳にあたり（“Guerra”が「戦争」、“El Pacífico”が「太平洋」の意）、主に海戦が主体であったことによる。

## 背景

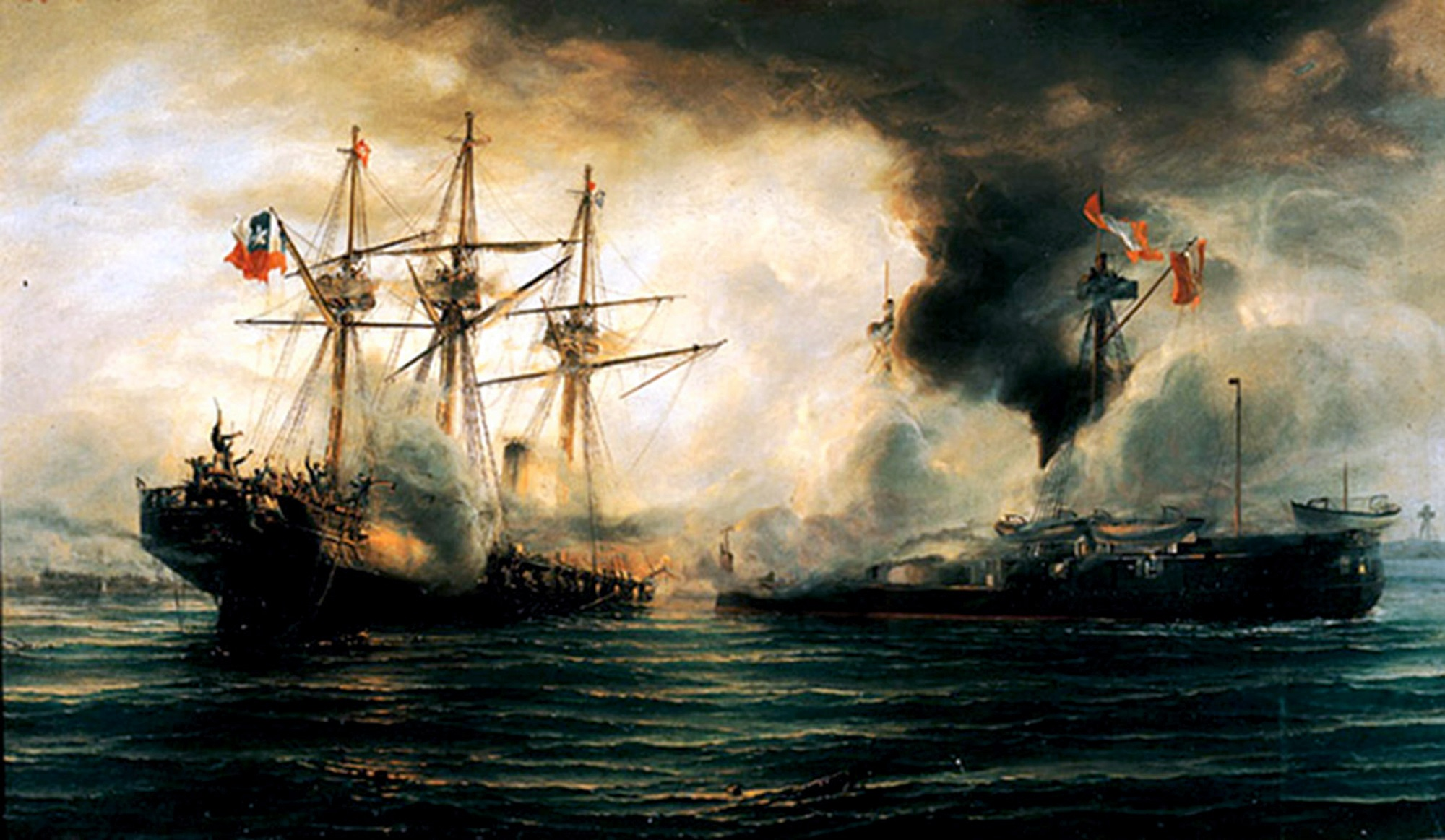
イキケの海戦(画:トーマス・ソマスケールズ)

16世紀にスペインやポルトガル王国などの植民地となっていた南米諸国は、フランス革命などの影響で19世紀には独立運動が起こり、ホセ・デ・サン＝マルティンにより1818年にはチリが、1822年にはペルーが独立した。その後サン＝マルティンに代わって、北のベネスエラからヌエバ・グラナダ、グアヤキル、キトと解放戦争を進めていたシモン・ボリバルと、アントニオ・ホセ・デ・スクレによってスペイン軍最後の拠点となっていたアルト・ペルーは1825年に解放され、南米の解放戦争が終わった。同年アルト・ペルーの指導者は、解放者シモン・ボリーバル (Simón Bolívar) にちなんで国名をボリビア (Bolivia) と改め、独立した。
これらの国々では独立後も主導権争いが起こり、ペルーとボリビアではカウディージョ（地方の軍事指導者）間の内戦が続き、1836年にはボリビアのアンドレス・デ・サンタ・クルス大統領がペルーを征服して、ペルー・ボリビア連合が成立するなどの動きがあったものの、チリとアルゼンチンのフアン・マヌエル・デ・ロサスの攻撃により1839年にこの連合が崩壊すると、以降は再び内戦と無政府状態が続いていた。
ペルーでは1845年にラモン・カスティージャがこの混乱を収め、イギリス資本の借款によってグアノが開発されると、その資金を背景に1868年頃までは経済的にも安定し、公共事業が進められ、鉄道が各地に建設された。1860年代にスペインはペルーの再侵略を図ったが、1866年5月2日のカヤオの戦いでペルー軍が勝利すると、最終的にスペインのアメリカ再植民地化の試みは打ち砕かれた。しかし1870年代に入ると鉄道建設は莫大な赤字を生み、そのために対外債務はますます増え、さらに内政も混乱を迎えた。
一方ボリビアでは1855年にポプリスモ的なマヌエル・イシドロ・ベルスー政権が崩壊した後も、事実上の支配者としてベルスーが君臨していたが、1864年にベルスーを暗殺して大統領になったマリアーノ・メルガレホの時代に国家の混乱は頂点に至った。メルガレホは奢侈に耽るために紙幣を乱発し、さらにはアタカマの硝石採掘権もチリに売ってしまった。インディオの共有地を解体して大土地所有者に分配し、自由貿易を導入してそれまで保護されていた手工業を崩壊させ、このような政策に反対したティティカカ湖周辺のインディオを虐殺するなど人種間の対立も強められた。こうして暴政を行ったメルガレホは1871年に追放されたが、その後も政治は安定しなかった。
一方でラテンアメリカの中ではパラグアイと共に、独立後の自由党と保守党の間の内乱と無政府状態を逃れていたチリは、ディエゴ・ポルターレスをはじめとする保守派の強力な指導の下に1833年憲法を制定し、保守派の指導の下で国家の安定と、強国政策を実現した。その後南部のパタゴニア先住民、マプーチェ族を討伐して領域を安定させると（アラウカニア制圧作戦）、経済政策として硝石を始めとする鉱山開発を開始した。アタカマ砂漠において硝石や鉄鉱石の鉱脈が発見されると、イギリス資本の提供を受けたチリ企業がボリビア国境地帯へと進出し、ボリビア領アントファガスタ県、ペルー領タラパカ県において、採掘権を得て開発を開始した。
そして上述したように、メルガレホの追放後財政難であったボリビアと、グアノ（鳥糞石）の枯渇と価格暴落に直面していたペルーは硝石採掘に注目。1873年にペルー・ボリビア両国は対チリ硝石地帯防衛のための秘密同盟を結んだ（相互防衛条約 (ペルー＝ボリビア)）。1874年にボリビアとチリの間でアントファガスタ県においては、ボリビアがこれ以上チリ・イギリス系企業に対して輸出税率を上げないことを決めた条約が結ばれた。1875年にはペルーがタラパカのチリ系企業を有償接収した。
1878年12月、秘密同盟を後ろ盾にしたボリビアのイラリオン・ダサ大統領はチリ系企業に輸出税を課税した。チリがこれを1874年協定違反だとして拒否すると、ボリビアは硝石を禁輸し、チリ企業を接収した。1879年2月、硝石企業の保護のため、チリが5000人の兵力を派遣してアントファガスタを軍事占領し、ボリビアの太平洋地域を制圧した。ボリビアのダサ大統領はペルーに援軍を要請しようとしたため、4月5日にチリはペルー・ボリビア両国間の秘密条約破棄を迫って両国に宣戦布告した。

## 経過

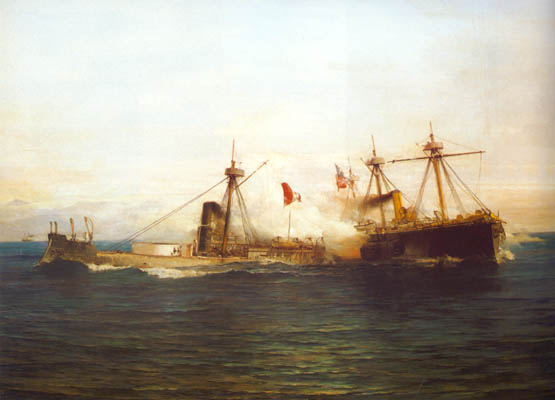
アンガモスの海戦(画:トーマス・ソマスケールズ)

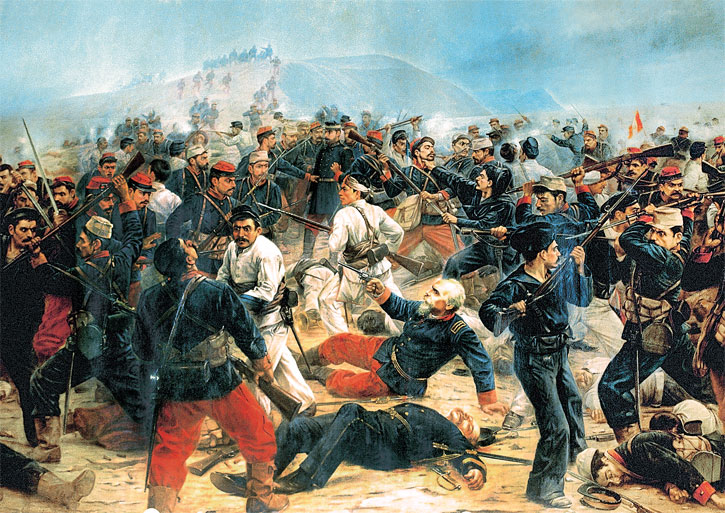
アリカの戦い

陸軍兵力ではボリビア・ペルー側に有利であったが、海岸線の長いチリではイギリスの指導で海軍整備をしているのに対し、ボリビア海軍は長く続いた混乱のため未整備で、ペルー海軍のみでチリ海軍と戦うこととなった。
チリは2隻の艦隊をバルパライソからペルー沖へ派遣し、タラパカ州イキケを海上封鎖する。5月にはペルー海軍の集結していたカヤオの奇襲を試みるが、カヤオのペルー艦隊（ミゲル・グラウ提督）はアリカ州へ向かう兵員輸送の護衛任務で出航しており、戦闘は回避される。2隻のペルー艦隊は輸送任務を終えるとイキケの封鎖を破るために南下し、5月21日には湾口でイキケの海戦 (Combate Naval de Iquique) が行われる。海戦はペルー側の装甲艦「ワスカル」による衝角攻撃でチリ艦1隻を撃沈するが、ペルー側も主力艦1隻を座礁で失う結果となる。この結果、制海権はチリ側に有利となり、ペルー海軍の行動はグラウ提督座乗の「ワスカル」による輸送船への砲撃や港湾施設襲撃などのゲリラ戦に終始する。
10月8日、アントファガスタ沖で行われたアンガモスの海戦でグラウ提督らが戦死し、「ワスカル」は拿捕、制海権は完全にチリ側に握られる。
途中でチリ南部のマプーチェ人が、チリ政府に対して最後の反乱を起こす事件があったがこれは鎮圧された。
1880年6月にはペルー領のアリカとタクナがチリ軍に占領され、10月にはチリ軍は南部のピスコへ上陸し、イカを占領した。ペルー軍将兵やインディオは各地で玉砕戦を続けたが、チリ軍はペルー首都リマへ進攻。翌1881年1月には攻撃が開始され、同月には25,000人のチリ軍が市内へと進撃する。
ペルー政府はアンデス山脈に逃げ込み抵抗を続けるが、新たに大統領となったミゲル・デ・イグレシアス (Miguel de Iglesias) は降伏した。

## 影響
1883年10月20日にアンコンで講和条約（アンコン条約）が結ばれた。翌1884年4月4日、ボリビアもチリと休戦し、バルパライソで休戦条約（バルパライソ条約）が締結されたが、正式に講和するのは1904年になってからだった。
チリはペルーからタラパカ県を、ボリビアからはアントファガスタ県など海岸沿いの領土を割譲させ、さらにペルー領であったタクナ県、アリカ県を獲得した（タクナは1929年にペルーへ返還）。戦争の結果、鉱物資源の輸出でチリは経済成長し、南米の大国とみなされて、第一次世界大戦までにABC三大国としてブラジル帝国やアルゼンチンと肩を並べるまでになった。
沿岸部の領土を失ったボリビアは内陸国となったが、主力は海兵隊であるものの、現在でも組織として独立した海軍（Fuerza Naval Boliviana: Bolivian Naval Force）を保有しており、主にティティカカ湖やアマゾン川や大西洋に展開している。
現在でも、ボリビアはチリとの正式な国交を回復しておらず、天然ガスの輸出用パイプラインをアルゼンチン領土を越えてはるか大西洋側に伸ばしている。一方、チリ - ペルー間の国交は回復しており、同国間に鉄道が設置され、またパンアメリカンハイウェイの一部がアリカとタクナを通過している。